# Kénitra

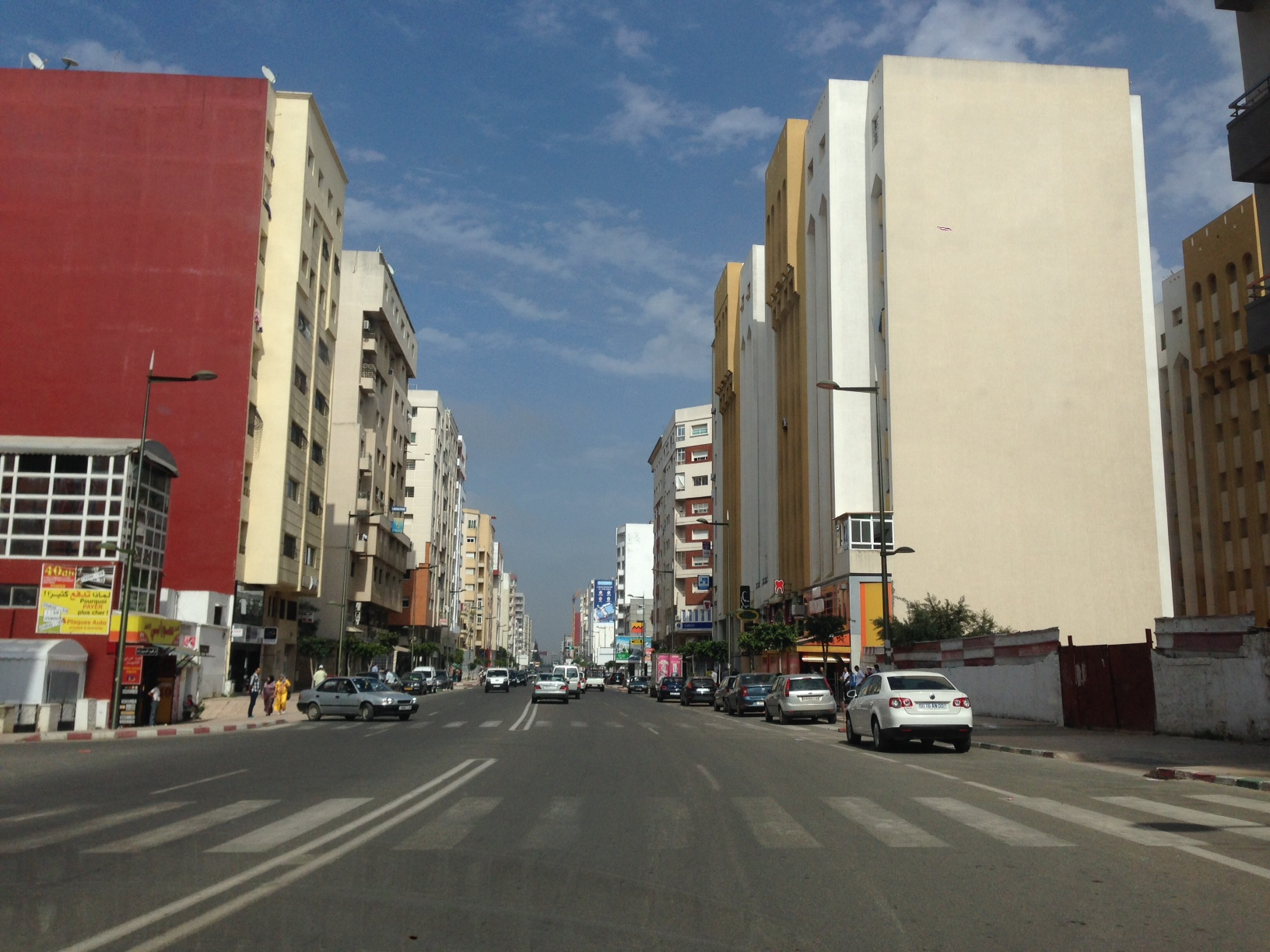
Gata i Kénitra.

Kénitra (arabiska: القنيطرة, al-Qunaytira) är en stad i Marocko, cirka 15 km ovanför Oued Sebous mynning i Atlanten, 35 km nordost om Rabat. Staden är administrativ huvudort för provinsen Kénitra och ligger i regionen Rabat-Salé-Kénitra. Folkmängden uppgick till 431 282 invånare vid folkräkningen 2014.
Kénitra är en viktig hamn med export av bland annat zink, bly och fisk. Här finns textilindustri, kemisk industri och fiskeindustri samt produktion av vin. Staden grundades av fransmännen 1913, och hette mellan 1932 och 1958 Port-Lyautey.